# یاکوب گریگار
یاکوب گریگار (اسلواکی: Jakub Grigar؛ زادهٔ ۲۷ آوریل ۱۹۹۷) قایقران کانو اهل اسلواکی است.